# Marilena Vlădărău
Marilena Vlădărău, née en 1963 à Bucarest, est une gymnaste artistique roumaine.

## Palmarès

### Championnats du monde
- Fort Worth 1979
  -  médaille d'or au concours par équipes
- Strasbourg 1978
  -  médaille d'argent au concours par équipes